# 熊本市立田迎西小学校
熊本市立田迎西小学校（くまもとしりつ たむかえにししょうがっこう）は、熊本県熊本市南区馬渡2丁目にある公立小学校。

## 沿革
- 2013年（平成25年） - 熊本市立田迎小学校より分離し開校

## クラブ活動
- サッカー部
- バスケットボール部
- バレーボール部
- 野球部
- 音楽部

## 著名な出身者
- 室岡莉乃（バレーボール）

## 交通アクセス
- 平成駅徒歩13分。